# Janina Zabierzewska-Żelechowska
Janina Zabierzewska-Żelechowska (ur. 8 września 1894 w Ulanowie, zm. 22 października 1973 w Katowicach) – polska poetka i nauczycielka.

## Biografia
Janina Zabierzewska urodziła się w Ulanowie 8 września 1894 roku. Jej ojciec był kierownikiem szkoły powszechnej. Studiowała pedagogikę na Uniwersytecie Jagiellońskim. W 1923 wraz z mężem poetą Włodzimierzem Żelechowskim zamieszkali w Katowicach. Żelechowska była nauczycielką w szkole średniej. Debiutowała na łamach prasy w 1925 roku, publikując swoje wiersze. Pierwszy tomik Przez śląskie okno wydało Śląskie Towarzystwo Literackie w Katowicach w 1937 roku. Lata okupacji niemieckiej spędziła w Krakowie. Po wojnie wróciła do Katowic. Opublikowała szereg tomików poezji. W 1950 roku miasto Katowice uhonorowało ją własną nagrodą literacką. W 1964 roku poetka otrzymała Krzyż Kawalerski Orderu Odrodzenia Polski. Żelechowska zmarła w Katowicach 22 października 1973 roku.

## Odznaczenia i nagrody
- Krzyż Kawalerski Orderu Odrodzenia Polski (1964)
- Nagroda literacka m. Katowice (1950)

## Tomy poetyckie
- Przez śląskie okno (1937)
- Myśli i zwiady (1939)
- Wiersze. Arkusz poetycki (1948)
- W drodze (1963)
- Odczytując świat (1965)
- Barwy ziemi (1968)
- Dojrzewanie (1969)
- Twarze wielorakie (1971)
- W biegu czasu (1973)

## Życie prywatne
Była zamężna z Włodzimierzem Żelechowskim, poetą i prozaikiem.